# Prostopadłościan

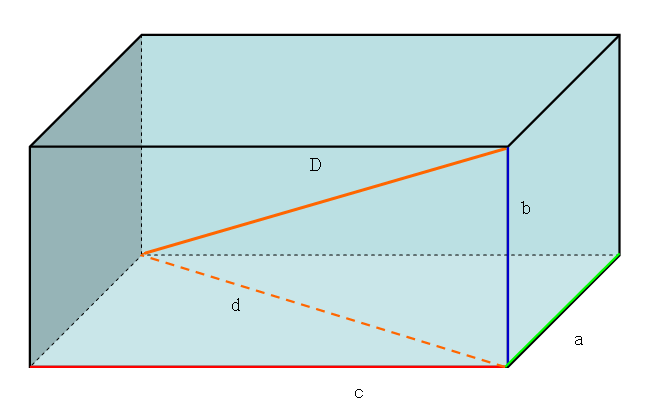
Prostopadłościan zaznaczonymi krawędziami, przekątną i przekątną jednej ze ścian

Przykładowa siatka prostopadłościanu

Prostopadłościan – typ równoległościanu definiowany na dwa równoważne sposoby:
- jego wszystkie ściany to prostokąty;
- jego dowolne dwie ściany mające wspólną krawędź są prostopadłe.

Ma on 12 krawędzi, 8 wierzchołków i 6 ścian.

## Wzory
Długości krawędzi prostopadłościanu oznaczono jako {\displaystyle a,} {\displaystyle b} i {\displaystyle c.}
Długość przekątnej:
{\displaystyle D={\sqrt {a^{2}+b^{2}+c^{2}}}.}
Miary kątów między przekątnymi a ścianami:
{\displaystyle \alpha =\operatorname {arctg} {\frac {a}{\sqrt {b^{2}+c^{2}}}},}
{\displaystyle \beta =\operatorname {arctg} {\frac {b}{\sqrt {c^{2}+a^{2}}}},}
{\displaystyle \gamma =\operatorname {arctg} {\frac {c}{\sqrt {b^{2}+c^{2}}}}.}
Pole powierzchni:
{\displaystyle S=2(ab+bc+ac),}
w tym pole powierzchni podstawy
{\displaystyle P_{p}=a\cdot c,}
pole powierzchni bocznej
{\displaystyle P_{b}=2(ab+cb).}
Objętość:
{\displaystyle V=abc.}

## Szczególne przypadki
Prostopadłościan o równych krawędziach to sześcian.